# Llista de videojocs de PlayStation 3
Aquesta és una llista de tots els videojocs llançats en Blu-Ray o anunciats per PlayStation 3, la videoconsola de sobretaula de Sony.

## 0-9
- 100 Bullets
- 2 Days to Vegas
- 2010 FIFA World Cup
- 211
- 50 Cent: Blood on the Sand

## A
- Afrika
- Afro Samurai
- The Agency
- Aliens: Colonial Marines
- All-Pro Football 2K8
- Alone in the Dark: Inferno
- Alpha Protocol
- Amphibian Man
- Aquanaut's Holiday: Hidden Memories
- Arcania: A Gothic Tale
- ArmA 2
- Armored Core 4
- Armored Core for Answer
- Army of Two
- Assassin's Creed
- Assassin's Creed II
- Assassin's Creed: Brotherhood
- Assassin's Creed: Revelations
- Astroboy
- Avalon
- Avatar

## B
- Backbreaker
- Baja: Edge of Control
- Batman: Arkham Asylum
- Battle Fantasia
- Battlefield 1943
- Battlefield: Bad Company
- Battlefield: Bad Company 2
- Bayonetta
- The Beatles
- Beijing 2008
- Ben 10 Protector of Earth
- Ben 10 Alien Force
- Beowulf
- Beyond Good & Evil 2
- The Bigs
- Big Time Revenge
- Bionic Commando
- BioShock
- BioShock 2: Sea of Dreams
- Black 2
- BlackSite: Area 51
- Bladestorm: The Hundred Years' War
- BlazBlue: Calamity Trigger
- Blazing Angels: Squadrons of WWII
- Blazing Angels 2: Secret Missions of WWII
- Blitz: The League II
- Boku no Natsu Yasumi 3
- Bolt
- Borderlands
- The Bourne Conspiracy
- Brothers in Arms: Hell's Highway
- Brütal Legend
- Bumpy Trot 2
- Burnout Paradise
- Buzz! Quiz TV

## C
- Cabela's Dangerous Hunts 2009
- Call of Duty 3
- Call of Duty 4: Modern Warfare
- Call of Duty: Modern Warfare 2
- Call of Duty: World at War
- Call of Duty: Black Ops
- Call of Duty: Modern Warfare 3
- Cars Mater-National
- Cars 2
- Castlevania: Lords of Shadow
- Castlevania Next-Generation
- Cipher Complex
- Clive Barker's Jericho
- Clown Combat
- The Club
- Codename: Sengoku 23KU
- Colin McRae: DiRT
- Colin McRae: DiRT 2
- College Hoops 2K7
- College Hoops 2K8
- Comet Crash
- Command & Conquer: Red Alert 3
- Conan
- Condemned 2: Bloodshot
- Conflict: Denied Ops
- Cross Edge
- Crysis 2

## D
- Damnation
- Dark Cloud 3
- Dark Sector
- Dark Void
- The Darkness
- Darksiders: Wrath of War
- Data-Fly
- Daybreakers
- DC Universe Online
- Dead Space
- Def Jam: Icon
- Demon's Souls
- Derby Time Online
- Destroy All Humans! Path of the Furon
- Deus Ex 3
- Devil May Cry 4
- Disgaea 3: Absence of Justice
- Disney Sing It
- Disney Sing It! - High School Musical 3: Senior Year
- Dragon Age: Origins
- Dragon Ball Z: Burst Limit
- Driver
- Dynasty Warriors 6
- Dynasty Warriors 6 Empires
- Dynasty Warriors: Gundam
- Dynasty Warriors: Gundam 2

## E
- Earth No More
- Eat Lead: The Return of Matt Hazard
- Edge of Twilight
- The Elder Scrolls IV: Oblivion
- The Elder Scrolls IV: Shivering Isles
- Elveon
- Enchanted Arms
- Enemy Territory: Quake Wars
- Eternal Sonata
- Everybody's Golf: World Tour
- The Eye of Judgment
- EyeCreate
- Eyedentify
- EyePet

## F
- F.E.A.R.
- F.E.A.R. 2: Project Origin
- FaceBreaker
- Faith and a .45
- Fallout 3
- Fantastic Four: Rise of the Silver Surfer
- Far Cry 2
- Far Cry 4
- Ferrari Challenge Trofeo Pirelli
- FIFA 08
- FIFA 09
- FIFA Street 3
- Fight Night Round 3
- Fight Night Round 4
- Final Fantasy Versus XIII
- Final Fantasy XIII
- Folklore
- Formula One 2009
- Formula One Championship Edition
- Fracture
- Free Realms
- Fuel
- Full Auto 2: Battlelines

## G
- G1 Jockey 4 2007
- G1 Jockey 4 2008
- Genji: Days of the Blade
- Ghostbusters
- The Godfather: The Don's Edition
- God of War III
- Golden Axe: Beast Rider
- The Golden Compass
- Gran Turismo 5
- Gran Turismo 5 Prologue
- Gran Turismo HD Concept
- Grand Theft Auto IV
- Guillermo Del Toro's Sundown
- Guitar Hero III: Legends of Rock
- Guitar Hero World Tour
- Guitar Hero: Aerosmith
- Guitar Hero: Metallica

## H
- Hail to the Chimp
- Half-Life 2: Episode Three
- Harry Potter and the Deathly Hallows
- Harry Potter and the Half-Blood Prince
- Harry Potter and the Order of the Phoenix
- Haze
- Heat
- Heavenly Sword
- Heavy Rain
- Heist
- Hellboy: The Science of Evil
- Heroes Over Europe
- Highlander
- The History Channel: Battle for the Pacific
- The History Channel: Civil War - Secret Missions
- Hydrophobia
- Hyperdimension Neptunia

## I
- I Am Alive
- Imabikisō
- The Incredible Hulk
- Indiana Jones
- inFamous
- Initial D Extreme Stage
- Interstellar Marines
- Iron Man

## J
- James Bond 007: Quantum of Solace
- John Carpenter's Psychopath
- John Woo Presents: Stranglehold
- Juiced 2: Hot Import Nights
- Just Cause 2

## K
- Kane & Lynch: Dead Men
- Karaoke Revolution Presents: American Idol Encore
- Karaoke Revolution Presents: American Idol Encore 2
- Killzone 2
- The King of Fighters XII
- Kung Fu Panda
- Kurayami

## L
- L.A. Noire
- Lair
- The Last Remnant
- Legendary
- Legend Of Wrestlemania
- The Legend of Spyro: Dawn of the Dragon
- Lego Batman
- Lego Indiana Jones: The Original Adventures
- Lego Star Wars: The Complete Saga
- Leisure Suit Larry: Box Office Bust
- LittleBigPlanet
- LittleBigPlanet 2
- The Lord of the Rings Conquest
- Lords of Shadow
- Lost Planet: Extreme Condition
- Lost: Via Domus

## M
- Madagascar: Escape 2 Africa
- Madden NFL 07
- Madden NFL 08
- Madden NFL 09
- Madden NFL 2010
- Mafia II
- MAG: Massive Action Game
- Mahjong Kakutou Club
- Mahjong Taikai IV
- Major League Baseball 2K7
- Major League Baseball 2K8
- Marvel: Ultimate Alliance
- Marvel: Ultimate Alliance 2: Fusion
- Medal of Honor: Airborne
- Megazone 23: Aoi Garland
- Mercenaries 2: World in Flames
- Metal Gear Online
- Metal Gear Solid 4: Guns of the Patriots
- Metro 2033: The Last Refuge
- Midnight Club: Los Angeles
- Mirror's Edge
- Mist of Chaos
- MLB Front Office Manager
- MLB 07: The Show
- MLB 08: The Show
- MLB 09: The Show
- Mobile Suit Gundam: Crossfire
- Modern Warfare 2
- Monopoly
- Monster Madness: Grave Danger
- Mortal Kombat vs. DC Universe
- MotoGP 08
- MotorStorm
- MotorStorm: Pacific Rift
- MX vs. ATV: Untamed

## N
- Naruto: Ultimate Ninja Storm
- NASCAR 08
- NASCAR 09
- NBA 07
- NBA 08
- NBA 09: The Inside
- NBA 2K7
- NBA 2K8
- NBA 2K9
- NBA Ballers: Chosen One
- NBA Live 08
- NBA Live 09
- NBA Street: Homecourt
- NCAA Basketball 09
- NCAA Football 08
- NCAA Football 09
- NCAA March Madness 08
- Need for Speed: Carbono
- Need for Speed: ProStreet
- Need for Speed: Undercover
- NFL Head Coach 09
- NFL Tour
- NHL 08
- NHL 09
- NHL 2K7
- NHL 2K8
- NHL 2K9
- Ninja Gaiden Sigma

## O
- Omikron 2
- Operation Flashpoint 2: Dragon Rising
- The Orange Box
- The Outsider
- Overlord: Raising Hell
- Overlord II

## P
- El Padrino II
- Paintball: Breakout '09
- Parabellum
- Piratas del Caribe: En el Fin del Mundo
- Possession
- Postal III
- Prince of Persia
- Prison Break
- Pro Evolution Soccer 2008
- Pro Evolution Soccer 2009
- Professional Baseball Spirits 4
- Professional Baseball Spirits 5
- Prototype
- Pure

## Q
- Quantum Theory
- Quantum of Solace

## R
- Race Driver: GRID
- Rage
- Railfan: Chicago Transit Authority Brown Line
- Railfan: Taiwan High Speed Rail
- Rain in Rio
- Rainy Woods
- Rapala Fishing Frenzy
- Ratatouille
- Ratchet & Clank Future: Tools of Destruction
- Ratchet & Clank Future: Quest for Booty
- Recoil: Retrograd
- Record of Agarest War
- Redwood Falls
- Red Dead Redemption
- Red Faction: Guerrilla
- Rengoku: The End of the Century
- Resident Evil 5
- Resistance: Fall of Man
- Resistance 2
- Ride to Hell
- Ridge Racer 7
- Rise of the Argonauts
- Rock Band
- Rock Band 2
- Rock Band: Japan
- Rock Revolution
- Rogue Warrior: Black Razor
- Ryū ga Gotoku 3
- Ryū ga Gotoku Kenzan!

## S
- Saboteur
- Sacred 2: Fallen Angel
- Saints Row 2
- SBK Superbike World Championship
- SCORE International Baja 1000
- Section 8
- Sega Golf Club
- Sega Rally Revo
- Sega Superstar Tennis
- Severity
- ShadowClan
- Shaun White Snowboarding
- Shellshock 2: Blood Trails
- Sid Meier's Civilization Revolution
- Silent Hill: Homecoming
- Los Simpson: El videojoc
- SingStar
- SingStar ABBA
- SingStar Vol. 2
- SingStar Vol. 3: Party Edition
- Singularity
- Siren: Blood Curse
- Skate
- Skate 2
- Ski-Doo Snowmobile Challenge
- SmackDown V.s. Raw 2009 Featuring ECW
- SOCOM: U.S. Navy SEALs Confrontation
- Soldier of Fortune: Pay Back
- Sonic the Hedgehog
- Sonic's Ultimate Genesis Collection
- Sonic Unleashed
- Soul Calibur IV
- Spider-Man 3
- Spider-Man: Web of Shadows
- Splatterhouse
- Star Wars Battlefront III
- Star Wars: The Force Unleashed
- Stormrise
- Street Fighter IV
- Stuntman Ignition
- SuperCar Challenge
- Surf's Up

## T
- Tears to Tiara: Earth's Wreath
- Tekken 6: Bloodline Rebellion
- Terminator Salvation
- Terra: Formations
- They
- This is Vegas
- Tiberium
- Tiger Woods PGA Tour 07
- Tiger Woods PGA Tour 08
- Tiger Woods PGA Tour 09
- Time Crisis 4
- Time0
- TimeShift
- TimeSplitters 4
- TNA Impact!
- To End All Wars
- Tom Clancy's EndWar
- Tom Clancy's Ghost Recon Advanced Warfighter 2
- Tom Clancy's H.A.W.X.
- Tom Clancy's Rainbow Six: Vegas
- Tom Clancy's Rainbow Six: Vegas 2
- Tom Clancy's Splinter Cell: Double Agent
- Tomb Raider: Underworld
- Tony Hawk's Project 8
- Tony Hawk's Proving Ground
- Top Spin 3
- Transformers
- Turning Point: Fall of Liberty
- Turok
- Twisted Metal
- Two Worlds: The Temptation

## U
- UEFA Euro 2008
- Uncharted: Drake's Fortune
- Uncharted 2: Among Thieves
- Uncharted 3: Drake's Deception
- Uncharted Waters Online
- Under Siege
- Unreal Tournament 3
- Untold Legends: Dark Kingdom
- Urban Mysteries

## V
- Valkyria Chronicles
- Vampire Rain: Altered Species
- Viking: Battle for Asgard
- Virtua Fighter 5
- Virtua Tennis 3
- Voltage

## W
- WALL-E
- The Wall
- Wangan Midnight
- Wanted: Weapons of Fate
- WarDevil: Unleash the Beast Within
- Warhawk
- Warriors Orochi Z
- Way of the Samurai 3
- WET
- The Wheelman
- White Album
- White Knight Chronicles
- Winning Post 7 Maximum 2007
- Winning Post 7 Maximum 2008
- The Witcher: Rise of the White Wolf
- Witches
- Wolfenstein
- World in Conflict: Soviet Assault
- World Series of Poker 2008: Battle for the Bracelets
- World Snooker Championship 2007
- WSC Real 08: World Snooker Championship
- WWE Legends of WrestleMania
- WWE SmackDown vs. Raw 2008
- WWE SmackDown vs. Raw 2009

## X
- X-Blades
- X-Men Origins: Wolverine

## Y
- Yamasa Digi World DX
- Yamasa Digi World SP Pachislot Samurai Warriors